# Patrycja Bereznowska
Patrycja Bereznowska (ur. 17 października 1975) – polska lekkoatletka uprawiająca biegi długodystansowe, specjalizująca się w biegu 24-godzinnym.

## Kariera
W 2015 w Turynie zdobyła brązowy medal w rywalizacji drużynowej w ramach mistrzostw świata w biegu 24-godzinnym (wspólnie z Aleksandrą Niwińską i Agatą Matejczuk; indywidualnie była piąta), a także, zarówno indywidualnie, jak i drużynowo, srebrne medale mistrzostw Europy. Rok później w Albi w mistrzostwach Europy w tej samej konkurencji zdobyła srebrny medal indywidualnie i złoty w rywalizacji drużynowej (wspólnie z Matejczuk i Mileną Grabską-Grzegorczyk). W 2017 w Victoria Park w Belfaście została indywidualną mistrzynią świata w biegu 24-godzinnym, zdobywając również złoty medal drużynowo (wspólnie z Niwińską i Moniką Biegasiewicz).
Dwukrotna nieoficjalna rekordzistka świata w biegu 24-godzinnym (w konkurencji tej nie notuje się oficjalnych rekordów świata) – 9 kwietnia 2017 w Łodzi podczas mistrzostw Polski uzyskała wynik 256 246 metrów, następnie poprawiając go 2 lipca 2017 w Belfaście podczas mistrzostw świata, gdzie przebiegła dystans 259 991 metrów. W czasie mistrzostw świata w 2017, wraz z kobiecą reprezentacją Polski, ustanowiła również nieoficjalny drużynowy rekord Europy w biegu 24-godzinnym (741 886 metrów). W tym samym roku wygrała jeden z najbardziej znanych ultramaratonów na świecie, Spartathlon, ustanawiając przy tym rekord trasy, 24:48:18.
Wielokrotnie zdobywała medale mistrzostw Polski – w 2014, 2015, 2016 i 2017 zwyciężyła w tych zawodach, a w 2013 sięgnęła po srebrny krążek.
Początkowo uprawiała jeździectwo, startując między innymi w mistrzostwach świata w konnych rajdach długodystansowych. Biegi zaczęła trenować w 2007 roku.
Jest absolwentką Uniwersytetu Przyrodniczego w Lublinie (wówczas Akademii Rolniczej), gdzie w roku 2005 uzyskała także stopień naukowy doktora nauk rolniczych w dziedzinie zootechniki za pracę pt. „Ocena wpływu eksploatacji koni i warunków rozgrywania rajdów długodystansowych na uzyskiwane wyniki” wykonaną pod kierunkiem prof. Sławomira Pietrzaka.
W 2020 r. wygrała Wielki Szlem Komandosa.

## Osiągnięcia
| Rok  | Impreza                                 | Miejsce   | Konkurencja   | Pozycja    | Wynik     |
| ---- | --------------------------------------- | --------- | ------------- | ---------- | --------- |
| 2015 | Mistrzostwa świata w biegu 24-godzinnym | Turyn     | indywidualnie | 5. miejsce | 233 395 m |
| 2015 | Mistrzostwa świata w biegu 24-godzinnym | Turyn     | drużynowo     | 3. miejsce | 678 468 m |
| 2015 | Mistrzostwa Europy w biegu 24-godzinnym | Turyn     | indywidualnie | 2. miejsce | 233 395 m |
| 2015 | Mistrzostwa Europy w biegu 24-godzinnym | Turyn     | drużynowo     | 2. miejsce | 678 468 m |
| 2016 | Mistrzostwa Europy w biegu 24-godzinnym | Albi      | indywidualnie | 2. miejsce | 241 633 m |
| 2016 | Mistrzostwa Europy w biegu 24-godzinnym | Albi      | drużynowo     | 1. miejsce | 701 429 m |
| 2017 | Mistrzostwa świata w biegu 24-godzinnym | Belfast   | indywidualnie | 1. miejsce | 259 991 m |
| 2017 | Mistrzostwa świata w biegu 24-godzinnym | Belfast   | drużynowo     | 2. miejsce | 741 886 m |
| 2018 | Mistrzostwa Europy w biegu 24-godzinnym | Timișoara | indywidualnie | 1. miejsce | 243 350 m |
| 2018 | Mistrzostwa Europy w biegu 24-godzinnym | Timișoara | drużynowo     | 1. miejsce | 720 450 m |
| 2019 | Mistrzostwa świata w biegu 24-godzinnym | Albi      | indywidualnie | 3. miejsce | 247 723 m |
| 2019 | Mistrzostwa świata w biegu 24-godzinnym | Albi      | drużynowo     | 2. miejsce | 721 124 m |
| 2022 | Mistrzostwa Europy w biegu 24-godzinnym | Werona    | indywidualnie | 1. miejsce | 256 250 m |
| 2022 | Mistrzostwa Europy w biegu 24-godzinnym | Werona    | drużynowo     | 1. miejsce | 754 822 m |
| 2023 | Mistrzostwa świata w biegu 24-godzinnym | Tajpej    | indywidualnie | 3. miejsce | 249 541 m |
| 2023 | Mistrzostwa świata w biegu 24-godzinnym | Tajpej    | drużynowo     | 1. miejsce | 726 552 m |
| 2025 | Mistrzostwa świata w biegu 48-godzinnym | Pabianice | indywidualnie | 1. miejsce | 436 371 m |
| 2025 | Mistrzostwa świata w biegu 48-godzinnym | Pabianice | drużynowo     | 2. miejsce | 780 514 m |